# Marie-Claude Barrette
Pour les articles homonymes, voir Barrette.
Marie-Claude Barrette, née le 24 janvier 1969, est une animatrice de télévision québécoise.

## Biographie

### Enfance
Elle a vécu pendant quelques années à New York, particulièrement à Staten Island, où son père travaillait sur le chantier du World Trade Center.

### Débuts de carrière
Elle quitte Montréal pour la région du Bas-Saint-Laurent dans les années 1990, où elle fera carrière pendant 14 ans comme responsable du financement du Musée du Bas-Saint-Laurent, ainsi que directrice générale de l’École de musique de Rivière-du-Loup.

### Carrière dans les médias

#### Télévision
Durant l'élection générale québécoise de 2008, elle s'implique activement au côté de son conjoint Mario Dumont, chef du parti Action démocratique du Québec.
L'année 2009 sera un point tournant dans sa vie, elle figure parmi les invités de l'émission Tout le monde en parle en compagnie de son conjoint. Elle explique qu'au lendemain de la diffusion, elle a reçu de nombreux appels d'offres d'animation. À partir de l'automne de la même année, Marie-Claude Barrette est devenue collaboratrice à l'émission 2 filles le matin à TVA puis coanimatrice pour les saisons 2010, 2011 et 2012.
Entre 2021 et 2023, elle est animatrice de l'émission Marie-Claude, qui succède à 2 filles le matin après 21 ans en ondes. Le 14 février 2023, Marie-Claude Barrette apprend que TVA décide de ne pas renouveler son contrat après 14 ans d'animation chez le même diffuseur, elle en fait l'annonce sur sa page Facebook.
Du 7 avril au 29 mai 2025, elle anime l'émission de fin de soirée, Bonsoir bonsoir! sur les ondes d'ICI Radio-Canada Télé, en remplacement de son animateur vedette, Jean-Philippe Wauthier, qui est en pause professionnelle.

#### Radio
Marie-Claude Barrette collabore aussi à l'émission de radio Les matins de Montréal sur les ondes de Rythme FM.

#### Autres médias
Marie-Claude est à la tête de la maison de production Umano Productions.
Depuis avril 2023, elle anime le balado Ouvre ton jeu, disponible sur Patreon et YouTube.

### Autre
Marie-Claude a un intérêt pour la politique depuis très jeune. Elle a été membre du Parti libéral du Québec, et c'est durant cette période qu'elle fera la rencontre de Mario Dumont, qui était président de la Commission-jeunesse du Parti libéral du Québec. Elle est cofondatrice de l'Action démocratique du Québec (ADQ) avec Mario Dumont et Jean Allaire en 1994.
N'ayant aucun intérêt de faire carrière en politique, elle affirme avoir été approchée par une députée du Parti libéral du Québec pour être candidate ainsi que pour devenir chef du parti.

## Vie privée
Elle est la conjointe de l'homme politique et animateur Mario Dumont, dont elle a fait la rencontre en 1990, et qu'elle épousa en 1997. Barrette et Dumont ont trois enfants soit Angela, Charles et Juliette. Un quatrième enfant nommé Noël est malheureusement décédé 9 minutes après sa naissance.
La famille vit sur la ferme familiale à Cacouna dont Mario en fait l'achat en 1997.